# 黄锦生 (1968年)
黄锦生（1968年5月—），男，江苏如皋人，中国政治人物。2023年开始担任国家矿山安全监察局局长。

## 生平
1992年毕业于中国矿业大学采矿工程系采矿工程专业，此后长期在四川省煤矿部门工作。2004年至2014年，任四川煤矿安全监察局副局长。2014年至2019年，任云南煤矿安全监察局局长。2019年至2020年，任四川煤矿安全监察局局长。2020年12月1日，任国家矿山安全监察局副局长。2023年5月14日，任国家矿山安全监察局局长。